# Mammillaria tayloriorum
Mammillaria tayloriorum är en kaktusväxtart som beskrevs av Charles Edward Glass och R.A. Foster. Mammillaria tayloriorum ingår i släktet Mammillaria och familjen kaktusväxter. Inga underarter finns listade i Catalogue of Life.